# Clemente Micara
Clemente Micara, italijanski rimskokatoliški duhovnik, škof in kardinal, * 24. december 1879, Frascati, † 11. marec 1965.

## Življenjepis
20. septembra 1902 je prejel duhovniško posvečenje.
7. maja 1920 je bil imenovan za naslovnega škofa sirske Apameje in za apostolskega nuncija na Češkoslovaškem; 8. avgusta istega leta je prejel škofovsko posvečenje.
30. maja 1923 je postal apostolski nuncij v Belgiji in hkrati internuncij v Luksemburgu; s slednjega položaja je odstopil leta 1946.
18. februarja 1946 je bil povzdignjen v kardinala in imenovan za kardinal-duhovnika S. Maria sopra Minerva. 13. junija istega leta je postal kardinal-škof Velletrija e Segnija.
11. novembra 1950 je bil imenovan za proprefekta Kongregacije za obrede in za pomožnega škofa Rima.
17. januarja 1953 je odstopil s položaja proprefekta.